# Ругару (Лугару)
Ругару (Rougarou, Roux-ga-roux, Rugaroo, Rugaru) або лугару — це легендарна істота у французьких громадах Північної Америки, пов’язана з традиційними уявленнями про перевертня; у фольклорі Карибських островів існує варіант легенди про відьму-кровососа (Loogaroo, Lougarou, Soucouyant, Soucriant, Ole-Higue, Ole Haig, Asema, Hag).

## Походження назви
Історії про істоту ругару різноманітні та всі вони пов’язані із франкомовними культурами через загальну похідну віру в лугару (французька вимова: [luɡaˈʁu], [ˈluːɡəˈruː]) — людину, яка перетворюється на тварину. Назва походить від loup «вовк» + garou (франкське warulf), «перевертень».

## Американський фольклор
Франко-американське слово rougarou — варіант вимови і написання оригінального французького loup-garou. Оповідання про ругару в каджунському фольклорі базується на загальній легенді, поширеній у Французькій Луїзіані. Легенда про ругару поширювалася багатьма поколіннями або безпосередньо від французьких поселенців до Луїзіани (Нова Франція), або через франко-канадських іммігрантів.
У каджунських легендах розповідається про істоту, яка блукає по болотах навколо Акадіани та Великого Нового Орлеана, а також по полях цукрової тростини та лісах. Ругару найчастіше описують як істоту з людським тілом і головою вовка або собаки, що схоже на легенду про перевертня.
Часто оповідання використовували, щоб викликати страх і покору. Одним із таких прикладів є історії, які розповідали старші, щоб переконати дітей-каджунів поводитися добре. Згідно з іншою версією, вовкоподібний звір буде полювати і вбивати католиків, які не дотримуються правил Великого посту. Це збігається з французькими католицькими історіями Лу-Гару, згідно з якими спосіб перетворитися на перевертня полягає в тому, щоб не дотримуватися Великого посту сім років поспіль.
Поширена легенда про кровосмоктання говорить, що ругару перебуває під дією чар протягом 101 дня. Після цього прокляття передається до іншої людини, кров якої проливає ругару. Протягом цього дня істота повертається до людської форми. Хоча людина поводиться хворобливо, вона утримується від розповіді про свій стан іншим, лякаючись бути убитою.
Згідно з іншими історіями ругару може бути кроликом або результатом чаклунства тощо. Згідно з історією про чаклунство, ругару може зробити тільки відьма, коли сама перетворюється на вовка або за допомогою прокляття лікантропією.

## Карибський фольклор
Карибський фольклорний персонаж сукуян (лугару та інше) — це стара жінка, яка змінює форму вночі: знімає свою зморшкувату шкіру і кладе її в ступку. У своєму справжньому вигляді вона літає в нічному небі в пошуках жертви. Лугару може потрапити в будинок своєї жертви через отвори будь-якого розміру, такі як тріщини, щілини та замкові щілини.
Дослідники вважають, що легенда виникла на основі ругару Французької Вест-Індії та європейських міфів про вампірів, які змішалися з міфами завезених у регіон африканських рабів.
Ці відьми висмоктують кров людей з рук, шиї, ніг і м’яких частин під час сну, залишаючи вранці синьо-чорні сліди на тілі. Якщо сукуян висмоктує занадто багато крові, то жертва або помре і сама перетвориться на кровососа, або загине остаточно.
Карибські сукуяни практикують чорну магію, обмінюють кров своїх жертв на злі сили в демона, демоном, який живе на бавовняному дереві.
Щоб викрити лугару, потрібно насипати рис навколо будинку або на перехресті доріг у селі, оскільки істота буде зобов’язана збирати кожну зернину, зернину за зерниною («геркулесове завдання», яке потрібно виконати до світанку), щоб її можна було спіймати на місці злочину. Щоб знищити відьму-кровососа, у ступку з її шкірою потрібно покласти крупну сіль, і лугару загине, не маючи змоги знову надіти шкіру. Шкіра сукуяна вважається цінною і використовується під час обрядів чорної магії.
Віра в лугару досі зберігається в Гаяні, Суринамі та на деяких островах Карибського басейну, включаючи Домініку, Гаїті та Тринідад.

## У популярній культурі
- Перша письмова згадка про ругару зустрічається в записах казок народів дакота і оджибве та в оповіданні Пітера Матіссена «У дусі Божевільного Коня» (In The Spirit of Crazy Horse, «Вікінг», 1983).
- Команда НБА, раніше відома як «New Orleans Hornets», подала заявку на кілька нових торгових марок, серед яких була Rougarous.
- Боксер Регіс Програйс креольського походження має прізвисько Ругару.
- Всесвіт Джоан Роулінг про Гаррі Поттера включає чарівні палички, магія яких заснована на волоссі ругару.
- «Ругару» — монстр-антагоніст у 4-му епізоді 4-го сезону культового телесеріалу «Надприродне» .
- В епізоді «Ругару» (20-й епізод 6-го сезону) телесеріалу «Морська поліція: Новий Орлеан» жертву вбивають під час розслідування можливого спостереження ругару.
- Шоу «Тінь ругару» (Shadow of the Rougarou, 2022, APTN lumi, AppleTV+) було створено під керівництвом старійшин і хранителів знань, щоб найкраще представити спільну усну історію.
- Карибський лугару (сукуян) — персонаж 6-го епізоду 3-го сезону телесеріалу «Сонна лощина», де монстр представлений у вигляді рою червоних комах, які можуть створювати жіночу гуманоїдну фігуру та укус жала яких викликає параноїдальне божевілля.
- У комп’ютерній грі Cultist Simulator сукуяни у вигляді крилатих старих жінок та чоловіків перешкоджають гравцю пройти місію.